# Col de la Croix Saint-Robert
De Col de la Croix Saint-Robert is een bergpas in het noorden van het Centraal Massief in het Franse departement Puy-de-Dôme. De pas ligt in het gebergte van de Monts Dore, tussen de Puy de l'Angle en de Roc de Cuzeau. De pasweg D36 vormt een verbinding tussen de valleien van de Dordogne en die van de Couze Chaudefour - Couze Chambon. De pas ligt op zo'n 31 kilometer van Clermont-Ferrand. De Col de la Croix Morand verbindt eveneens beide valleien, maar doet dit lager op de berg.
De pasweg biedt toegang tot de hogere gebieden. Enkele kilometers ten oosten van de col, bij de rocher de l'Aigle heeft men uitzicht op de Monts Dore.

## Wielersport
De Col de la Croix Saint-Robert is drie keer opgenomen in het parcours van wielerkoers de Ronde van Frankrijk.
Passage op de Col de la Croix Saint-Robert:
2011
8e etappe: Tejay van Garderen 
2023
10e etappe: Warren Barguil 
2025
10e etappe: Ben Healy 

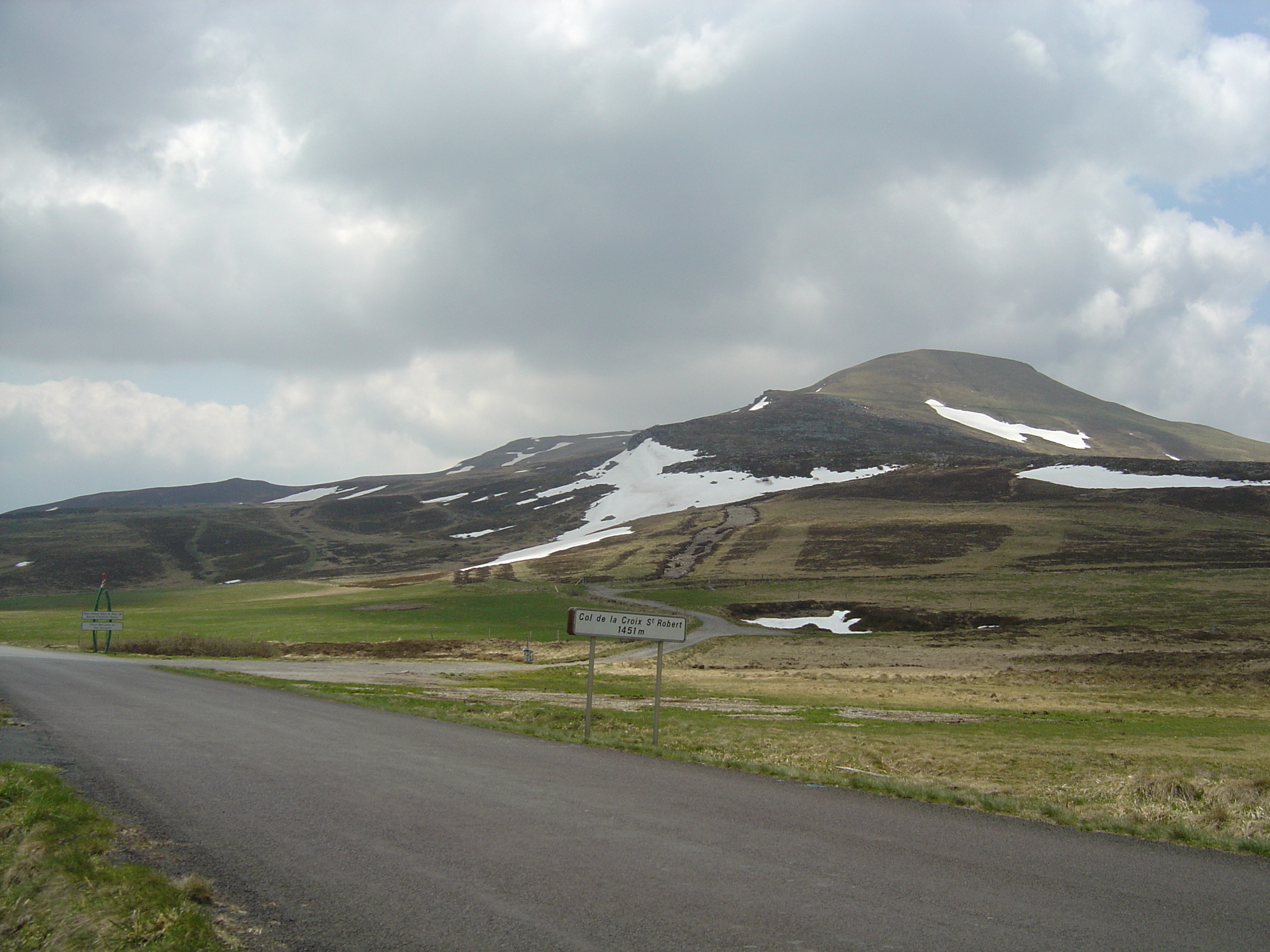
De col ligt aan de voet van de Roc de Cuzeau
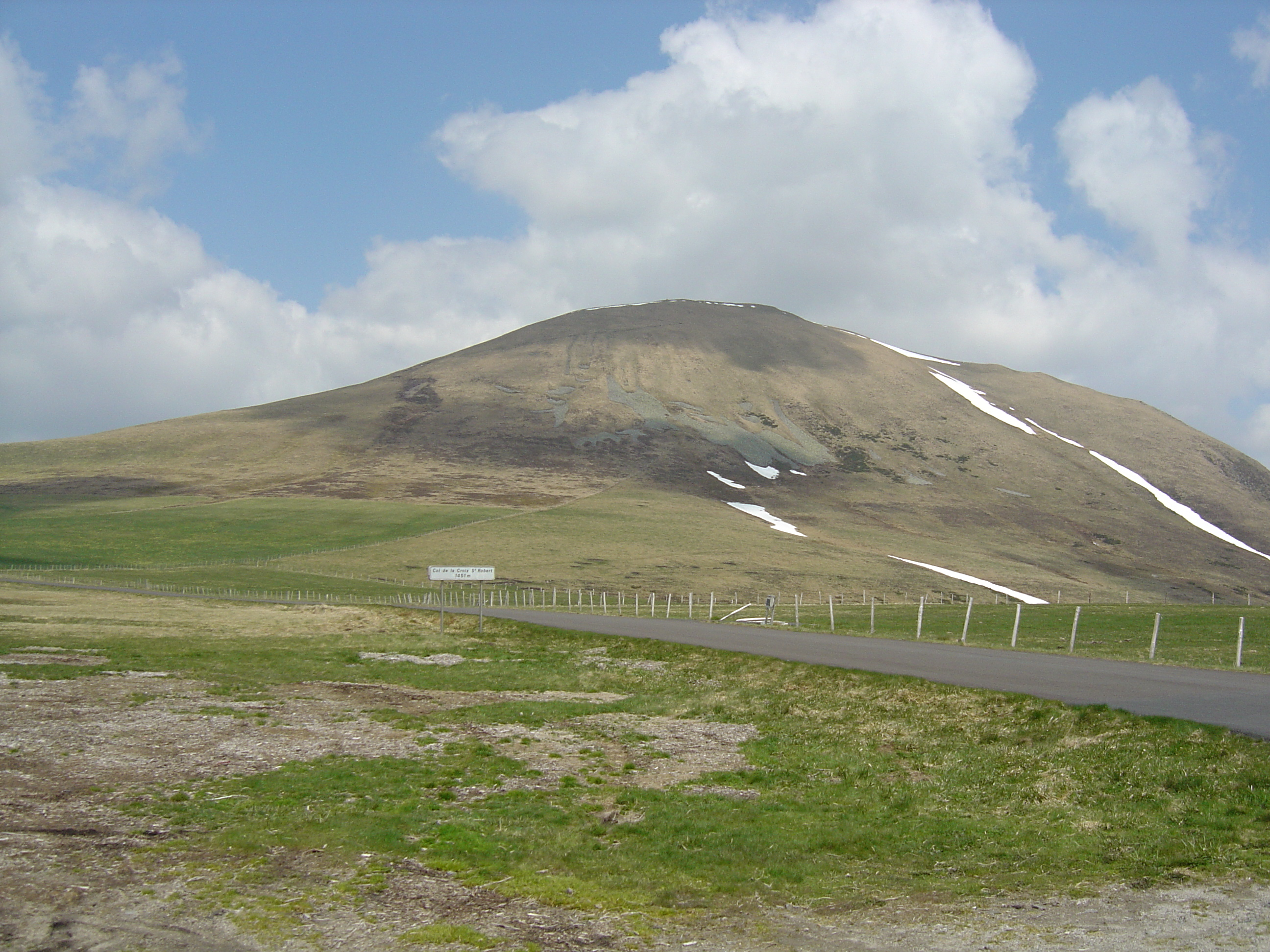
De col ligt aan de voet van de Puy de l'Angle
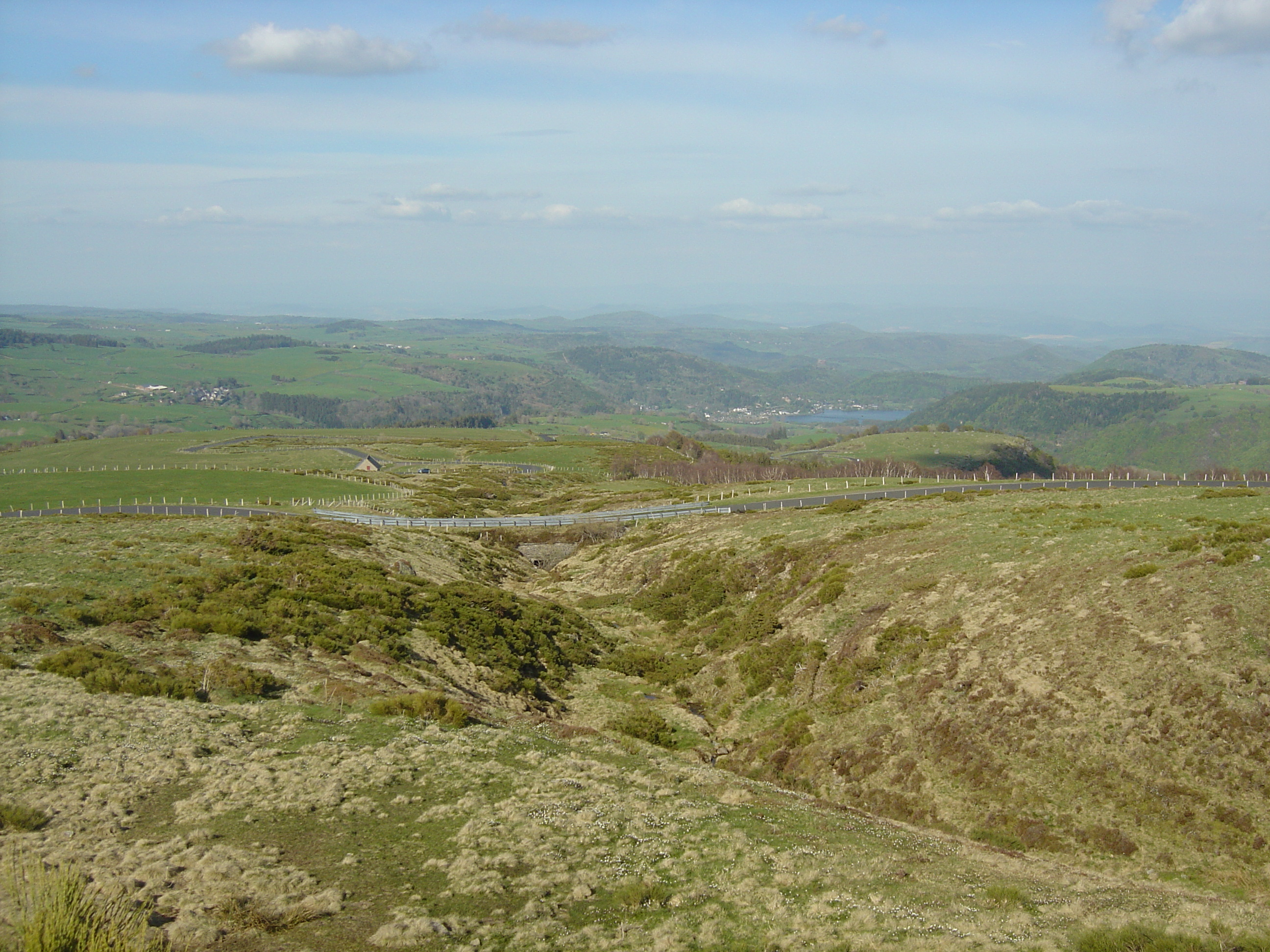
Zicht op het Chambon-meer vanaf de oostelijke zijde van de pas
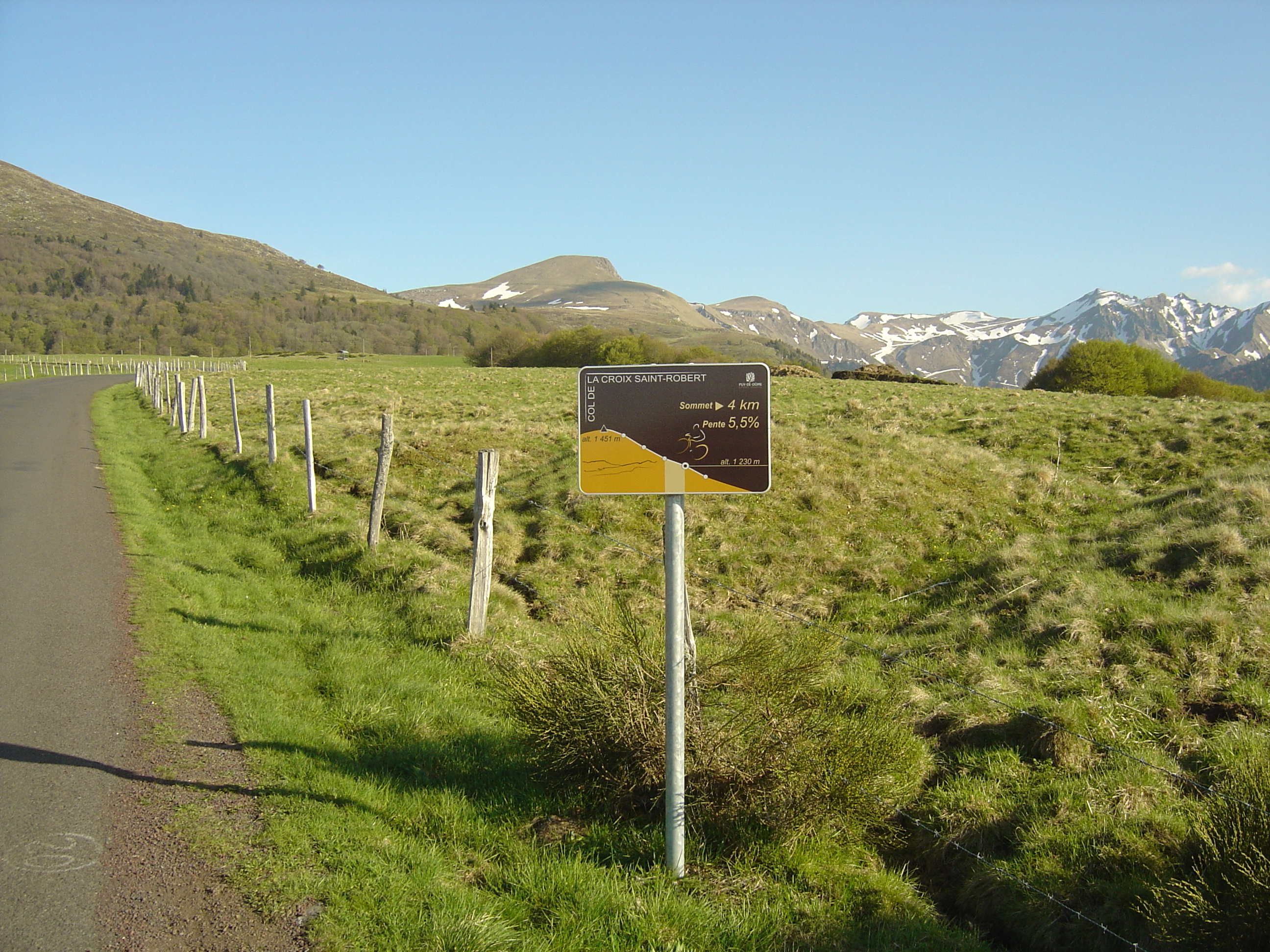
Elke kilometer wordt het stijgingspercentage van de volgende kilometer weergegeven (hier op de westelijke zijde).